# Roddy Piper
Roderick George Toombs (* 17. April 1954 in Saskatoon, Saskatchewan, Kanada; † 31. Juli 2015 in Hollywood, Kalifornien, USA), besser bekannt unter seinem In-Ring-Namen  „Rowdy“ Roddy Piper, war ein kanadischer Wrestler und Schauspieler schottischer Abstammung. Bekannt wurde er vor allem durch seine impulsive Art und die charakteristischen Wutattacken, die ihm die Spitznamen „Rowdy“ und „Hot Rod“ einbrachten. 2005 wurde er in die Professional Wrestling Hall of Fame aufgenommen.

## Karriere

### Jugend, Judo und Boxen
Nachdem er von der Schule verwiesen worden war und eine Auseinandersetzung mit seinem Vater gehabt hatte, riss er von zu Hause aus und wohnte in Jugendherbergen. Im Alter von 15 Jahren begann er seine Karriere als Wrestler. Sein erstes Match verlor er gegen den doppelt so schweren und 20 Jahre älteren Larry Hennig (den Vater von Curt Hennig) innerhalb von nur 10 Sekunden. Bevor er mit dem Wrestling Geld verdienen konnte, war er nicht nur Amateur-Wrestler, sondern auch Boxer. Er gewann den „Golden Gloves Boxing Championship“. Außerdem besaß er den schwarzen Gürtel im Judo (American Judo Champion). Sein Künstlername Roddy Piper entwickelte sich dadurch, dass er bei seinem allerersten Auftritt als „Roddy The Piper“ (Roddy der Dudelsackspieler) angekündigt wurde. Der Ringsprecher improvisierte seinen Namen aufgrund seiner Einzugsmusik. Fortan trug er einen Kilt sowie zeitweise einen Dudelsack zum Ring und bediente das Stereotyp eines Schotten.

### AWA und NWA
Zwischen 1973 und 1975 war Piper als Jobber in diversen regionalen Ligen aktiv, die alle zum Dachverband AWA gehörten. Zum Jahreswechsel 1975/1976 avancierte Piper zum Top-Heel bei NWA Hollywood Wrestling. Danach fing er an, bei NWA San Francisco Wrestling zu arbeiten, und bildete hier auch seinen „Rowdy“-Charakter aus. Drei Jahre lang fehdete er mit Chavo Guerrero Sr. und der Guerrero-Familie. 1979 wechselte er zu Pacific Northwest Territory, wo er im Team mit Tim Brooks, Rick Martel und Mike Popovich den NWA Pacific Northwest Tag Title gewinnen durfte. Auch den NWA Pacific Northwest Heavyweight Title durfte Piper einmal halten.

### Mid-Atlantic Territory
Ende 1980 ging Piper zu Mid-Atlantic Territory und gewann hier nach kurzer Zeit den Mid-Atlantic Title und den US Title. 1981 wurde er Kommentator bei Georgia Territory. 1982 schlug er ein Angebot der World Class Championship Wrestling aus und ging stattdessen für einen Monat nach Puerto Rico und anschließend zurück zu Mid Atlantic. Er fehdete hier in der nächsten Zeit mit Ric Flair, Sgt. Slaughter und Greg Valentine.

### WWF
1984 wechselte Piper zur World Wrestling Federation (kurz WWF/heute WWE) und war hier aufgrund einer Verletzung kurze Zeit nur als Manager tätig. Später avancierte er in der WWF zum Star neben Größen wie Hulk Hogan oder Randy Savage. Er bekam dort seine eigene Talkshow Piper’s Pit, welche zu einem beliebten Segment der Show wurde. In einer Ausgabe vom Piper’s Pit zerschlug er eine Kokosnuss auf Jimmy Snukas Kopf, was bis heute noch legendär ist. Roddy Piper war einer der meistgehassten, aber gleichzeitig auch einer der beliebtesten Superstars. Der einzige Titel, den Piper in seiner ersten Zeit in der WWF gewinnen konnte, war die Intercontinental Championship.
Zu seinen bekanntesten Auftritten im Ring zählt der Main Event der ersten Wrestlemania, ein Boxkampf mit Mr. T bei Wrestlemania II sowie das Match gegen Bret Hart bei Wrestlemania VIII. Bei Wrestlemania III traf er John Carpenter, der ihn bei seiner Karriere als Filmschauspieler unterstützte. Carpenter besetzte ihn als Hauptdarsteller in seinem Film Sie leben. Pipers übrige Filmkarriere lag allerdings im Bereich der sogenannten B-Filme.

### WCW, WWE und TNA

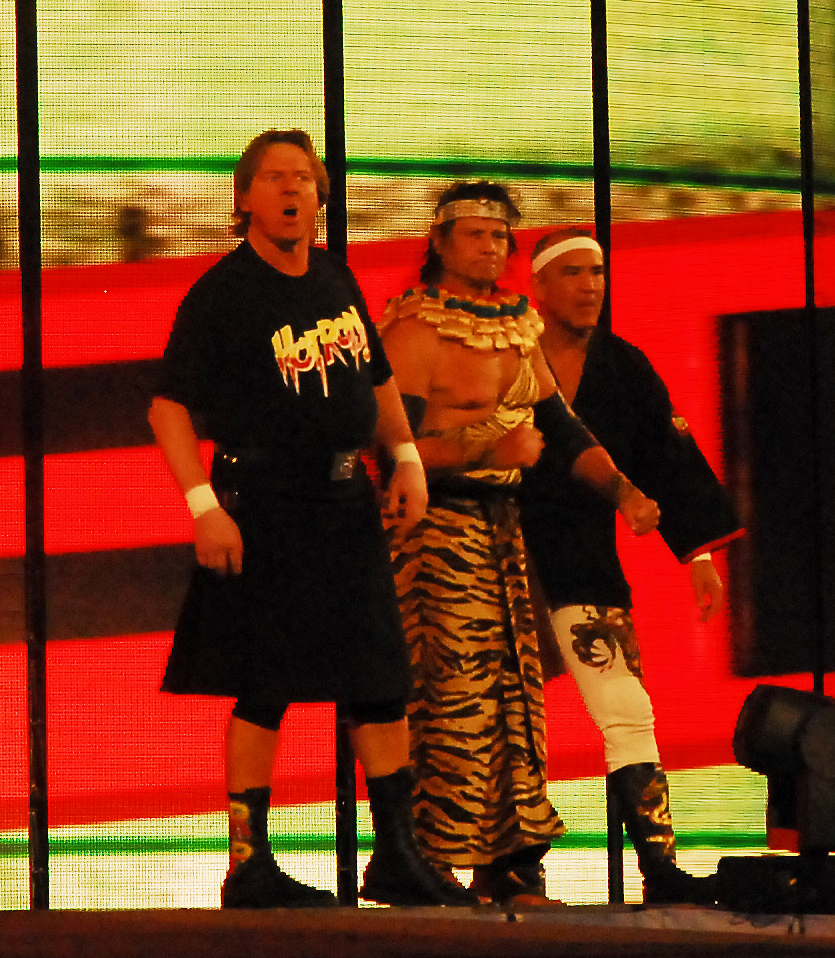
Piper (links) mit einem Gastauftritt bei WWE. Mit Jimmy Snuka (Mitte) und Ricky Steamboat (rechts)

Ende 1996 ging Piper zu World Championship Wrestling. Er hatte hier Fehden mit Hulk Hogan, New World Order, Ric Flair, Randy Savage, Bret Hart und Goldberg. Anfang 1999 hielt Piper kurze Zeit den US-Title und verließ die Organisation 2000. 2002 veröffentlichte er seine Biographie In the Pit with Piper: Roddy Gets Rowdy und war anschließend zwei Jahre bei WWE-Veranstaltungen zu sehen. 2004 hatte er Auftritte in Shows von Total Nonstop Action Wrestling. Am 2. April 2005 wurde Piper in die WWE Hall of Fame aufgenommen, hielt dort eine Rede und war auch am Folgetag bei WrestleMania 21 in seiner Talkshow Pipers Pit zu sehen.
2006 sah man ihn wieder mehrfach bei der WWE. Bei Cyber Sunday Anfang November 2006 wurde Piper auch mit erneutem Gold belohnt. Gemeinsam mit Ric Flair gewann er die World Tag Team Championship von der Spirit Squad. Die Regentschaft endete aber kurz darauf, als sie ihre Gürtel an Randy Orton und Edge abgeben mussten. Hintergrund dazu war, dass Piper eine Pause aufgrund einer Krebserkrankung einlegen musste und sich Ende des Jahres 2006 einer Reha unterzog. Er versprach aber, den Krebs zu besiegen und wieder zurückzukehren. Das Versprechen machte er am 27. Januar 2008 beim Royal-Rumble-Match im Madison Square Garden in New York City schließlich wahr, wo er, für die Fans überraschend, in den Ring zurückkehrte. Danach absolvierte Piper vereinzelt Gastauftritte.
Seit 17. April 2014 war Piper als Teilnehmer der Show WWE Legends’ House im WWE Network zu sehen.

### Tod
Am 31. Juli 2015 starb Roddy Piper im Schlaf im Alter von 61 Jahren in seinem Haus in Hollywood durch einen Herzstillstand. Er hinterließ seine Frau und vier Kinder sowie vier Enkelkinder.

### Erfolge
National Wrestling Alliance
- 2 × NWA United States Heavyweight Champion
- 2 × NWA World Television Champion
- 1 × NWA United States Heavyweight Champion (San Francisco version)
- 1 × NWA World Tag Team Champion (San Francisco version) (mit Ed Wiskoski)
- 1 × NWA World Light Heavyweight Champion
- 5 × NWA Americas Champion
- 7 × NWA Americas Tag Team Champion (2 × mit Crusher Verdu, 1 × mit Adrian Adonis, 1 × mit Chavo Guerrero, 1 × mit Kengo Kimura, 1 × mit Ron Bass, 1 × mit The Hangman)
- 1 × NWA Canadian Tag Team Champion (mit Rick Martel)
- 3 × NWA Mid-Atlantic Heavyweight Champion
- 2 × NWA Mid-Atlantic Tag Team Champion (mit Big John Studd)
- 2 × NWA Pacific Northwest Champion
- 5 × NWA Pacific Northwest Tag Team Champion (1 × mit Killer Tim Brooks, 3 × Rick Martel, 1 × mit Mike Popovich)

World Wrestling Federation / Entertainment
- 1 × WWF Intercontinental Champion
- 1 × World Tag Team Champion (mit Ric Flair)
- WWE Hall of Fame (Class of 2005)

World Championship Wrestling
- 1 × WCW United States Heavyweight Champion

World Class Championship Wrestling
- 1 × WCCW Tag Team Champion (mit Bulldog Brower)

Weitere Titel
- Manitoba Amateur Wrestling Championship (167lb)
- Professional Wrestling Hall of Fame (Class of 2007)

## Filmografie (Auswahl)
- 1978: Das charmante Großmaul (The One and Only)
- 1987: The Highwayman (Fernsehserie, eine Episode)
- 1987: Verschwitzte Körper (Body Slam)
- 1988: The Hunter – Ein erbarmungsloser Jäger (Hell Comes to Frogtown)
- 1988: Sie leben (They Live)
- 1988: Zwei tolle Hechte im Knast (Buy and Cell)
- 1990: The Love Boat: A Valentine Voyage (Fernsehfilm)
- 1991: Tagteam (Fernsehfilm)
- 1993: Highlander (Fernsehserie, eine Episode)
- 1994: Die Vergeltung (Back in Action)
- 1994: Resort to Kill (Immortal Combat)
- 1995: Running Out – Countdown des Todes (No Contest)
- 1995: Jungleground
- 1995: Marked Man
- 1995: Terminal Rush
- 1995: Tough and Deadly
- 1996: Sci-Fighter – Vorhof zur Hölle (Sci-Fighters)
- 1996: Dead Tides
- 1997: First Encounter
- 1997: Bad Pack – Sieben dreckige Halunken (The Bad Pack)
- 1998: Hard Time
- 1998: Walker, Texas Ranger (Fernsehserie, eine Episode)
- 1998: Shepherd – Der Weg zurück (Shepherd)
- 1999: Legless Larry and the Lipstick Lady (Kurzfilm)
- 1999: Last to Surrender
- 1999: Outer Limits – Die unbekannte Dimension (The Outer Limits, Fernsehserie, Episode 5x3)
- 1999: Jack of Hearts – Abrechnung in Las Vegas (Jack of Hearts)
- 2005: Three Wise Guys (Fernsehfilm)
- 2006: Shut Up and Shoot!
- 2006: Honor
- 2007: Blind Eye
- 2007: Super Sweet 16: The Movie (Fernsehfilm)
- 2007: Paranormal Ghosts (Ghosts of Goldfield)
- 2008: Bloodstained Memoirs (Dokumentarfilm)
- 2009: A Gothic Tale
- 2009: It’s Always Sunny in Philadelphia (Fernsehserie, 2 Episoden)
- 2010: Cold Case – Kein Opfer ist je vergessen (Cold Case, Fernsehserie, Episode „Wrestling“)
- 2012: Alien Opponent
- 2011: Fancypants

Seine bekanntesten Filme sind Sie leben (They Live) unter der Regie von John Carpenter und der Science-Fiction-Kultfilm The Hunter – Ein erbarmungsloser Jäger (Hell comes to Frogtown).
Des Weiteren taucht er in dem Videospiel Saints Row IV auf, wo er sich auch selbst synchronisiert hat.